# NGC 5161
NGC 5161 أو إن جي سي 5161 هيَ مجرة حلزونية ضِمن كوكبة قنطورس.

## وصلات خارجية
- NGC 5161 على موقع ويكي سكاي: DSS2, SDSS, GALEX, IRAS, Hydrogen α, X-Ray, Astrophoto, Sky Map, Articles and images